# Cutral Có
Cutral Có est une ville de la province de Neuquén en Argentine.
La population y était de 45 185 habitants en 2012[réf. nécessaire].

## Histoire
Cutral Có a été fondée le 22 octobre 1933.

## Géographie
Cutral-Có se trouve sur la Meseta patagonienne à 110 kilomètres à l'ouest de la capitale provinciale Neuquén, à laquelle elle est reliée par la route nationale 22. La zone appartient géographiquement au paysage du soi-disant Monte avec un climat sec et venteux.
La ville est située à proximité de Plaza Huincul où a été découvert du pétrole dans les années 1960.

## Économie
Cutral-Có est le centre d'une vaste zone de production pétrolière. Il possède également une usine d'engrais et une industrie pétrochimique.